# Bardwell (Texas)
Pour les articles homonymes, voir Bardwell.
Bardwell est une municipalité américaine du comté d'Ellis, dans l’État du Texas. Sa population s’élevait à 649 habitants lors du recensement de 2010, estimée à 683 habitants en 2016.